# 沃爾文科韋
49°15′24″N 36°47′55″E / 49.25667°N 36.79861°E
沃爾文科韋（烏克蘭語：Волвенкове）是位於烏克蘭東部的村莊，由哈爾科夫州伊久姆區的巴拉克利亚市镇負責管轄。該村處於別列奇卡河畔，始建於1700年，面積1.56平方公里，海拔高度133米，2011年人口37。